# Серман, Джон
Джон Дуглас Серман(англ. John Douglas Surman; 30 августа 1944, Тависток) — британский джазовый композитор, саксофонист и кларнетист. Автор музыки к фильмам и театральным постановкам. Один из ведущих артистов лейбла ECM Records. Кроме того, считается одним из первых английских музыкантов, которые использовали в своём творчестве баритон-саксофон и бас-кларнет в качестве сольных инструментов

## Биография
Джон Серман родился в городе Тависток в графстве Девон в 1944 году. В середине 1960-х годов он играл на баритон-саксофоне (позже овладел сопрано-саксофоном и бас-кларнетом) в составе коллективов Майка Вестбрука, Питера Лемера, Алексиса Корнера и Грэма Кольера.
В 1969 году выступал в составе трио с американским контрабасистом Барром Филлипсом и барабанщиком Стю Мартином.
В 1970 присоединился к группе саксофонистов S.O.S., взяв на себя партии баритонового саксофона, на альт-саксофоне играл Майк Осборн, а на тенор-саксофоне — Алан Скидмор. В этот же период сотрудничал с гитаристом Джоном Маклафлином, саксофонистом Ронни Скоттом, композитором Майклом Гиббсом, тромбонистом Альбертом Мангельсдорфом, пианистом Крисом Макгрегором. Коллектив в таком составе выступал под названием Brotherhood of Breath.
В 1972 году записал альбом Westering Home, где впервые попробовал себя в качестве аранжировщика. С большинством музыкантов, с которыми Серман начал сотрудничать в эти годы, он работал плодотворно и в последующем: с пианистом Джоном Тейлором, контрабасистом Крисом Лоуренсом, барабанщиком Джоном Стэнли Маршаллом, норвежской джазовой исполнительницей Карин Крог, американским барабанщиком и пианистом Джеком ДеДжонеттом.
С 1974 по 1979 годы работал в Парижской опере с балетной труппой Каролин Карлсон.
Кроме того, в разное время работал вместе с контрабасистом Мирославом Витусом, пианистом Полом Блеем, контрабасистом Гарри Пикоком, гитаристами Терье Рюпдалем и Джоном Аберкромби, трубачом Томашем Штанко, музыкантом Гилом Эвансом.

## Творчество
Джон Серман является одним из ведущих музыкантов студии звукозаписи ECM Records. В ограниченной серии дисков, посвящённых творчеству лучших артистов лейбла, выходил и сборник Сермана (среди прочих артистов, работы которых были выпущены в серии, отметились Ян Гарбарек, Арильд Андерсен, Кит Джаррет, Чик Кориа и другие).
Хотя Серман играет на разных инструментах, преимущественно предпочитает баритон-саксофон, из-за чего его часто ставят в один ряд с Джерри Маллиганом. Сам музыкант вспоминает, что в первые годы концертной деятельности его гораздо больше волновало, как «таскать за собой эту глыбу, чем как на ней играть».
Работает не только в джазовой музыке, но и в академической и церковной музыке, часто обращается к фольклору. Альбом 1996 года Proverbs an songs (рус. Пословицы и песни) был записан при участии хора Солсберийского собора из восьмидесяти человек, духовное руководство которого и заказало ему сочинение опусов, и органиста Джона Тейлора. В основу всех композиций вошли тексты из Ветхого Завета. При записи альбома Coruscating участвовал классический струнный квинтет. Вместе с Джоном Поттером и Хиллиард-ансамблем исполнял композиции Джона Дауленда. Является участником достаточно редкого по составу инструментов трио, где помимо саксофона Сермана звучат контрабас Дейва Холланда и уд Анаура Брахема. Записывался в экспериментальном проекте драм-н-бейс музыканта Spring Heel Jack.

## Награды
- 1999: Spellemannprisen в категории «Джаз», получил награду вместе с Карин Крог за альбом Bluesand
- 2013: Альбом года по версии The Jazz FM Award (за альбом Saltash Bells, на написание которого автора вдохновили детские воспоминания о перезвоне колоколов в Корнуолле)[3]
- 2013: Spellemannprisen в категории «Джаз», опять же награду разделил с Карин Крог за совместный альбом Songs About This And That

## Дискография

### В качестве лидера
- John Surman (Deram Records, 1968), дебютный альбом, на котором можно услышать влияние музыки Карибских островов
- How Many Clouds Can You See? (Deram, 1970)
- Way Back When (1969), совместно с Джоном Тейлором, Джоном Стэнли Маршаллом и Майком Осборном, в 2005 году альбом был переиздан на Cuneiform Records
- Live in Altena (1970)
- Room 1220 (Trio, 1970), совместно с Альбертом Мангельсдорфом
- The Trio (Dawn, 1970), совместно с Барром Филлипсом и Стю Мартином
- Conflagration (Dawn, 1970), совместно с Дэйвом Холландом, Ником Эвансом и Кенни Вилером
- Tales of the Algonquin (Deram, 1971), совместно с Джоном Уорреном, Венни Вилером, Майком Осборном и Аланом Скидмором
- By Contact (Ogun, 1971)
- Westering Home (Island, 1972)
- Morning Glory (Island Records, ILPS 9237, 1973), при участии Терье Рюпдаля
- Bass Is (Enja, 1974)
- Live at Woodstock Town Hall (Dawn, 1976), в дуэте со Стю Мартином
- Live at Moers Festival (Moers, 1975), при участии Тони Левина
- Upon Reflection (ECM, 1979)
- The Amazing Adventures of Simon Simon (ECM, 1981), в дуэте с Джеком ДеДжонеттом
- Such Winters of Memory (ECM, 1982)
- Withholding Pattern (ECM, 1985), solo
- Private City (ECM, 1987)
- Road to Saint Ives (ECM, 1990)
- Adventure Playground (ECM, 1991), совместном с Полом Блеем, Гарри Пикоком и Тони Оксли
- The Brass Project (ECM, 1992), при участии Джона Уоррена
- Stranger than Fiction (ECM, 1994), запись квартета Джона Сермана
- Nordic Quartet (ECM, 1994), при участии Карин Крог, Терье Рюпдаля и Виглека Сторааса
- A Biography of the Rev. Absalom Dawe (ECM, 1995)
- Proverbs and Songs (ECM, 1997)
- Coruscating (ECM, 1999), при участии Trans4mation String Quartet и Криса Лоуренса
- Invisible Nature (ECM, 2000)
- Free and Equal (ECM, 2002)
- The Spaces in Between (2006)
- The Rainbow Band Sessions (Losen, 2011)
- Rain on the Window (2008), при участии органиста Говарда Муди
- Brewster’s Rooster (2009), совместно с Джеком ДеДжонеттом, Джоном Аберкромби и Дрю Гресс
- Saltash Bells (ECM, 2012)
- Songs About This And That (Meantime, 2013), при участии Карин Крог, Айвор Кольв, Бьорна Клакегга, Терье Гевельта и Тома Ольстада
- Invisible Threads (ECM, 2018), при участии Нельсона Эрса, Роба Уоринга

### Компиляции
- Rarum, Vol. 13 Selected Recordings (ECM, 2004)
- Glancing Backwards (Sanctuary, 2006), антология композиций, записанных для Dawn Records (1970—1976)

### В качестве приглашённого участника
С Джоном Аберкромби
- November (ECM, 1992)

С Михаилом Альпериным
- First Impression (ECM, 1997)

С Полом Блеем
- Fragments (ECM, 1986)
- The Paul Bley Quartet (ECM, 1987)
- In the Evenings Out There (ECM, 1991)

С Анауром Брахемом
- Thimar (ECM, 1997)

С Миком Гудриком
- In Pas(s)ing (ECM, 1979)

С Карин Крог
- Cloud Line Blue (Meantime, 1978)
- Freestyle (Odin, 1986)
- Bluesand (Meantime, 1999)

С Джоном Маклафлином
- Extrapolation (Marmalade, 1969)
- Where Fortune Smiles (Dawn, 1970)

С Майком Осборном
- Shapes (Future Music, 1972)

С Барром Филлипсом
- Mountainscapes (ECM, 1976)
- Journal Violone II (ECM, 1979)
- Music by… (ECM, 1980)

С Джоном Поттером
- In Darkness Let Me Dewll (ECM, 1999)
- Care-Charming Sleep (ECM, 2003)
- Romaria (ECM, 2006)

С Томашем Штанко
- From the Green Hill (ECM, 1998)

Со Стеном Трейси
- Sonatinas (Steam, 1978)

С Мирославом Витусом
- First Meeting (ECM, 1979)
- Miroslav Vitous Group (ECM, 1980)
- Journey’s End (ECM, 1982)

С Ришаром Гальяно
- Nino Rota (Deutsche Grammophon, 2011)

С Оркестром Майка Вестбрука
- Celebration (Deram, 1967)
- Release (Deram, 1968)
- Marching Song (Deram, 1969)
- Citadel / Room 315 (RCA, 1975)